# عشق گمشده
عشق گمشده فیلمی به کارگردانی و تهیه‌کنندگی سعید اسدی و نویسندگی شهرام اسدی محصول سال ۱۳۷۶ است.

## خلاصه فیلم
دکتر حمید سپهر پس از بیست و دو سال دوری از وطن، برای عیادت عمو و دیدار با پسرعمویش از آمریکا به ایران بازمی‌گردد؛ اما در فرودگاه تنها مورد استقبال یک راننده تاکسی به نام مهدی قرار می‌گیرد که دکتر سپهر به‌طور رایگان در آمریکا دختر او را جراحی کرده است. او به زودی درمی یابد که عمویش درگذشته و پسرعمویش سهیل نیز پس از مرگ دخترش زیر بمباران هواپیماهای عراقی و جدایی از همسرش ایران، معتاد شده است. سهیل به زندان افتاده، اقدام به خودکشی کرده و می‌میرد. معشوقه حمید متوجّه می‌شود سهیل عاشق او بوده و او باعث می‌شود که نامه‌های حمید به دست او نرسد؛ حمید به‌ناچار و از سر بی کسی دوباره به آمریکا بازمی‌گردد و معشوقهٔ او تاکسی می‌گیرد تا برای آخرین بار او را ببیند. در آخر حمید از رفتن منصرف می‌شود و به دیدن معشوقه اش می‌آید.

## جشنواره‌ها
- برنده جایزه مشعل طلایی بهترین فیلم از هفتمین دوره جشنواره بین‌المللی فیلم پیونگ یانگ - ۱۳۷۹
- برنده جایزه بهترین موسیقی متن (احمد پژمان) از هفتمین دوره جشنواره بین‌المللی فیلم پیونگ یانگ - ۱۳۷۹
- کاندیدای بهترین نمونه فیلم (آنونس) (روح‌الله امامی) در سومین دوره جشن خانه سینما - ۱۳۷۸
- کاندیدای بهترین طراحی صحنه و لباس (حسن فارسی) در دومین دوره جشن خانه سینما - ۱۳۷۷
- کاندیدای بهترین نقش دوم مرد (جهانگیر الماسی) در شانزدهمین دوره جشنواره فیلم فجر - ۱۳۷۶